# El niño 44
El niño 44 (título original en inglés: Child 44) es una novela del escritor británico Tom Rob Smith. Fue publicada en 2008 y se tradujo a más de 36 idiomas. La novela fue nominada a más de 17 premios internacionales y ganó siete, entre ellas fue galardonada con el premio de Ian Fleming Steel Dagger en 2008 como «mejor thriller del año». La novela narra cómo Leo Stepánovich, que trabaja en la inteligencia soviética, investiga una serie de asesinatos que le llevarán a resolver los enigmas de su dura infancia, al mismo tiempo que es víctima del sistema para el que trabaja. El autor se inspiró en la vida del asesino en serie ruso Andréi Chikatilo, que entre las décadas de  1970 y 1990 asesinó a 52 personas, la mayoría niños. Smith trata de contar una historia de asesinatos que se salga de lo habitual, y para ello traslada los hechos a los años 1950 en la URSS, lo que le permite transportar al lector a los últimos años del estalinismo y a la sociedad soviética.
En el año 2015, la obra fue adaptada al cine por Daniel Espinosa.